# Olivier Jean
Olivier Jean (Montréal, 15 marzo 1984) è un pattinatore di short track canadese.

## Palmarès

### Olimpiadi
- 1 medaglia:
  - 1 oro (staffetta 5000 m a Vancouver 2010)

### Campionati mondiali di short track
- 8 medaglie:
  - 4 ori (staffetta 5000 m a Sheffield 2012; 500 m e staffetta 5000 m a Shanghai 2012; staffetta 5000 m a Debrecen 2013);
  - 2 argenti (staffetta 5000 m a Milano 2007; 500 m a Sheffield 2011);
  - 2 bronzi (500 m a Vienna 2009; classifica generale a Shanghai 2012).

### Campionati mondiali di short track a squadre
- 1 medaglia:
  - 1 argento (Bormio 2010)